# 亨里希·巴爾

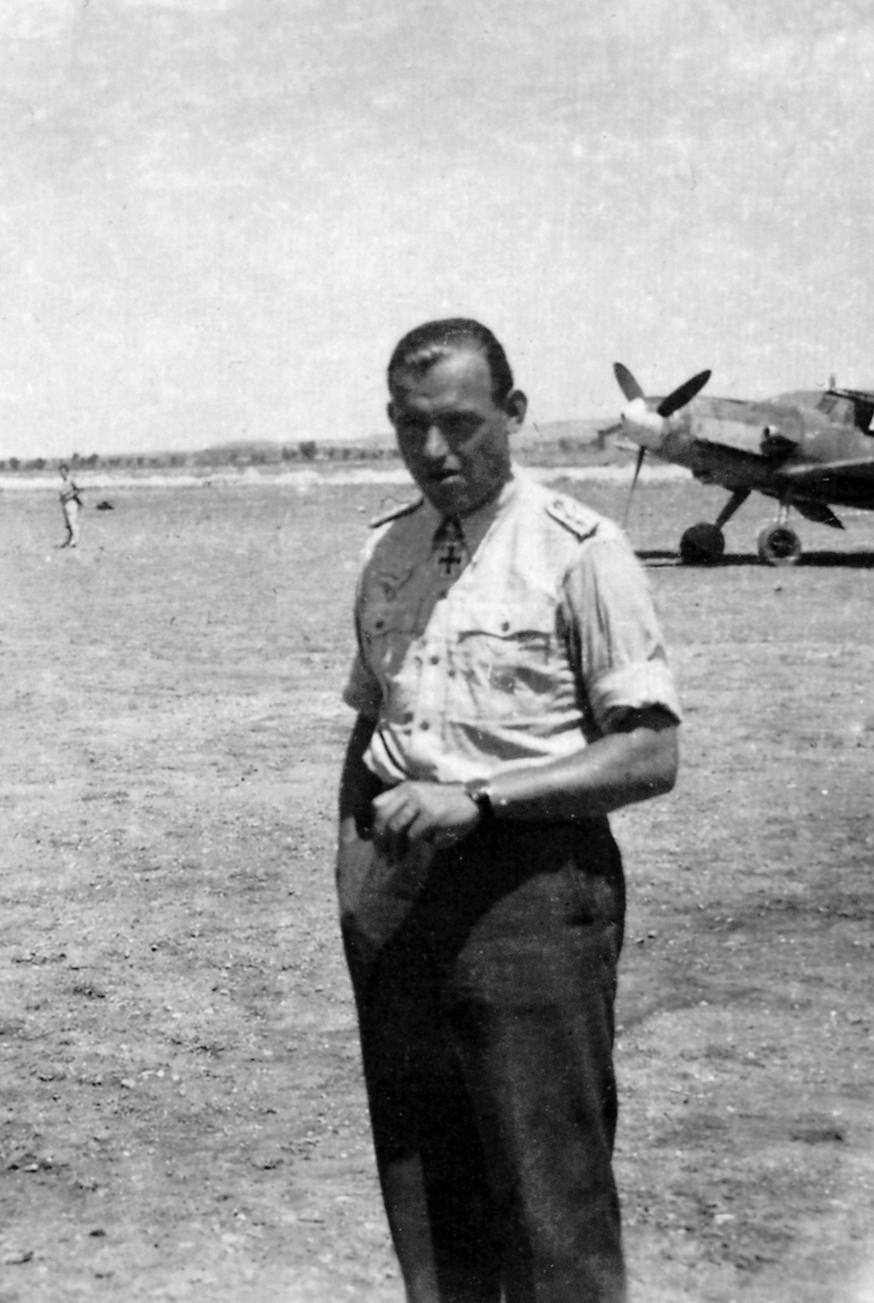
海因斯·巴爾

海因斯·“普里茨爾”·巴爾（德語：Heinz "Pritzl" Bär，1913年5月25日-1957年4月28日）是一名德國空軍王牌飛行員，在二戰期間在歐洲服役。巴爾執行了超過一千次戰鬥任務，並在西部、東部和地中海戰區作戰。他有18次被擊落而倖存下來，根據德國聯邦檔案館的記錄，他聲稱擊落了228架敵機，當中確認擊落208次，其中16次是梅塞施密特Me 262噴氣式戰鬥機。消息來源稱他在東線獲得96-220次，在西線獲得124次——也有可能擊落敵機多達222次。
巴爾是薩克森人，1934年加入德國國防軍，1935年轉入德國空軍。他先是一名機械師，然後是運輸機飛行員，後來接受了戰鬥機飛行員的非正式培訓。1939年9月，他在法國邊境第一次擊落敵機。到不列顛空戰結束時，他的戰績增加到17架。被調往東線參加巴巴羅薩行動，他迅速積累了更多的戰績，這一壯舉為他贏得了橡葉騎士佩寶劍鐵十字勳章，在1942年2月，他確認擊落敵機增加到90架。
在第二次世界大戰的剩餘時間裡，巴爾再擊落敵機130架，這一成就為他贏得了鑽石橡葉騎士佩寶劍鐵十字勳章。赫爾曼·戈林個人對巴爾的厭惡，加上巴爾不服從的性格和缺乏軍紀，剝奪了他這個獎項。二戰後巴爾繼續他的飛行員生涯。他於1957年4月28日在不倫瑞克附近的一次飛行事故中喪生。